# Велика Умринка
Вели́ка У́мринка (рос. Большая Умринка) — річка в Удмуртії, Росія, ліва притока річки Іж. Протікає територією Зав'яловського та Якшур-Бодьїнського районів.
Річка починається на території Шарканського району, неподалік села Сокол. Протікає спочатку на північний захід, потім плавно повертає на захід. Впадає до Іжа навпроти села Бегешка. Береги заліснені, у верхній течії заболочені, де ведуться торфорозробки.
Над річкою не розташовано населений пунктів.